# Parque eólico de Gibara
El Parque eólico de Gibara es un parque eólico formado por seis aerogeneradores modelo G52 suministrados por la firma española GAMESA
Se constituye por seis unidades modelo G52 a más de 50 m de altura. Es una variante ante la necesidad de ahorro de petróleo al país y la inversión será recuperada en cuatro años.
Se basa en tecnología probada con amplio número de aerogeneradores operando alrededor de todo el mundo. Situados frente a la costa donde son impulsados por fuertes ráfagas de viento.
Los 6 aerogeneradores están en funcionamiento desde agosto de 2008. 
- Datos: Q6062184